# Ferdinand Tutein
Frederik Christian Ferdinand Tutein (født 17. november 1830 på Marienborg, Møn død 26. september 1912 i Randers) var en dansk godsejer og politiker.

## Baggrund
Tutein var søn af Anna Eckard (1810-1887) og Peter Adolph Tutein (1797-1887). Han gik i 1847 til søs og var i 1848 frivillig herregårdsskytte, blev i 1849 student og tog året efter Anden Eksamen samt studerede i nogle år retsvidenskab.
Han ægtede i 1868 Jensine Christine Ørtoft (født 24. maj 1840), datter af urmager Ørtoft i Sæby.
Hun var gift med en speciel mand der hed Ole Veed-fald da de mødte hinanden, men Tutein flyttede sammen med hende til Frederikshavn. Inden ægteskabet fik de to børn. I Hørmested Sogn hvor deres hjem lå fik de yderligere 11 børn. Nummer fire hed i øvrigt Alice Tutein og blev senere gift med Gustav Wied.

## Karriere
Fra 1861 til 1865 var han ejer af et fiskerietablissement i Skagen og blev derefter ejer af hovedgården Høgholt i Vendsyssel, men måtte i 1899 opgive denne ejendom og blev i 1903 klasselotterikollektør. Tutein var i 1866 medstifter af «Dansk Forening til Lystsejlads» og dens første formand 1866-1869; var 1887-1894 formand for Hjørring Amts Landboforening, 1890-1893 medlem af bestyrelsen for De Forenede Jyske Landboforeninger og 1889-1895 af bestyrelsen for Det Kongelige Danske Landhusholdningsselskab.
I 1864 valgtes han som nationalliberal til Rigsrådets Folketing i Hjørring Amts 1. kreds (Frederikshavnskredsen) og genvalgtes 1865, men opnåede ikke valg 1864 i samme kreds til Rigsdagens Folketing. Derimod valgtes han hertil i juni 1866 og stemte for den gennemsete grundlovs endelige vedtagelse. I 1887 valgtes han på ny til Folketinget i Aalborg Amts 1. kreds (Nørresundbykredsen) og genvalgtes 1890 og 1892, men måtte i september 1893 af helbredshensyn nedlægge sit valgbrev og søgte 1898 forgæves på ny valg i den.
Som folketingsmand 1887-93 hørte han til det moderate Venstre og kom hurtigt til at spille en ret betydelig rolle; han blev allerede 1887 medlem af Finansudvalget og var dets ordfører 1890-1893; ligeledes 1887-1891 ordfører for loven om Landbohøjskolens ordning og 1891-1892 formand for et udvalg om anlæg af jernbaner i Nørrejylland.